# Прекрасна смоковниця (фільм)
«Прекрасна смоковниця» (фр. La Belle Personne) — французький трагікомедійний фільм 2008 року, поставлений режисером Крістофом Оноре за мотивами роману мадам де Лафаєтт «Принцеса Клевська». Фільм було номіновано в трьох категоріях на здобуття французької національної кінопремії «Сезар» 2009 року . Спочатку задуманий як телевізійний фільм, "Прекрасна людина" вийшов в ефір на каналі Arte 12 вересня 2008 року, перед його виходом в кінотеатральний прокат у Франції 17 вересня.

## Сюжет
Після смерті матері 16-річна Жуні (Леа Сейду) посеред навчального року вимушена змінити школу через смерть своєї матері. У класі, куди вона перевелася, навчається її двоюрідний брат — Маттіас. Він представляє дівчину своїм друзям, і ті, зачаровані меланхолійною красунею, починають боротися за її серце. Дівчина має сумний та незацікавлений вигляд і в результаті вибирає найнепримітнішого й найнепопулярнішого хлопця в класі — Отто (Грегуар Лепренс-Ренге). Проходить час, і вона знайомиться з молодим учителем італійської — Немуром (Луї Гаррель). Цього разу вогонь пристрасті розігрується не на жарт. Проте дівчина прирікає їх обох на страждання, оскільки їй здається, що їхнє щастя ілюзорне й швидкоплинне, як і саме життя. Незважаючи на всі відмови та вмовляння «італійця», Жуні готова вперто йти на багато що, аби знаходитися поряд з цим чоловіком.

## У ролях
| • Луї Гаррель                               | … | Немур          |
| • Леа Сейду                                 | … | Жуні           |
| • Грегуар Лепренс-Ренге                     | … | Отто           |
| • Естебан seljami mustafi Карвахаль-Алегрія | … | Маттіас        |
| • Симон seljami mustafi Трухільйо           | … | Анрі           |
| • Агата seljami mustafi Боніцер             | … | Марі           |
| • Анаїс Демустьє                            | … | Катрін         |
| • Валері Ланг                               | … | Флоранс Перрен |
| • Жакоб Ліон                                | … | Жакоб          |
| • Жан-Мішель Порталь                        | … | Естутовіль     |

## Знімальна група
- Автори сценарію — Крістоф Оноре, Жиль Торан
- Режисер-постановник — Крістоф Оноре
- Продюсери — Софі Беррат, Флоранс Дормуа, Джої Фаре
- Оператор — Лоран Брюне
- Композитор — Алекс Бопен
- Монтаж — Шанталь Іман
- Художники-постановники — Самуель Деор, Еммануель К'юллері
- Художник з костюмів — П'єр Канітро
- Художник-декоратор — Клер Весс
- Підбір акторів — Рішар Руссо

## Нагороди та номінації
| Список нагород та номінацій                       | Список нагород та номінацій | Список нагород та номінацій       | Список нагород та номінацій | Список нагород та номінацій | Список нагород та номінацій |
| Кінофестиваль/Кінопремія                          | Рік                         | Категорія                         | Номінант(и)                 | Результат                   | Дж                          |
| ------------------------------------------------- | --------------------------- | --------------------------------- | --------------------------- | --------------------------- | --------------------------- |
| Міжнародний фестиваль франкомовного кіно в Намюрі | 2008                        | «Золотий Баярд» найкращій акторці | Леа Сейду                   | Перемога                    |                             |
| Премія «Сезар»                                    | 2009                        | Найперспективніший актор          | Грегуар Лепренс-Ренге       | Номінація                   |                             |
| Премія «Сезар»                                    | 2009                        | Найперспективніша акторка         | Леа Сейду                   | Номінація                   |                             |
| Премія «Сезар»                                    | 2009                        | Найкращий адаптований сценарій    | Крістоф Оноре, Жиль Торан   | Номінація                   |                             |
| Премія «Люм'єр»                                   | 2009                        | Багатонадійна молода акторка      | Леа Сейду                   | Номінація                   |                             |
| Фестиваль європейського кіно в Лечче              | 2009                        | Приз за найкращий сценарій        | Крістоф Оноре, Жиль Торан   | Перемога                    |                             |